# Tyrannochthonius aladdinensis
Tyrannochthonius aladdinensis és una espècie d'aràcnid de l'ordre Pseudoscorpionida de la família Chthoniidae.
Fou descoberta per Chamberlin l'any 1995.
Es troba a Alabama (Estats Units).